# جايسون سميث (متزلج على الثلوج)
جايسون سميث (بالإنجليزية: Jason Smith)‏ هو متزلج على الثلوج أمريكي، ولد في 11 يناير 1982 في أسبن في الولايات المتحدة.

## وصلات خارجية
- جايسون سميث على موقع الاتحاد الدولي للتزلج (ركوب لوح الثلج) (الإنجليزية)
- جايسون سميث على موقع أوليمبيديا (الإنجليزية)